# Oxycopis mariae
Oxycopis mariae är en skalbaggsart som först beskrevs av Ross H. Arnett, Jr. 1951.  Oxycopis mariae ingår i släktet Oxycopis och familjen blombaggar. Inga underarter finns listade i Catalogue of Life.